# UFC Fight Night: Brunson vs. Machida
UFC Fight Night: Brunson vs. Machida, noto anche come UFC Fight Night 119, è stato un evento di arti marziali miste tenuto dalla Ultimate Fighting Championship il 28 ottobre 2017 al Ginásio do Ibirapuera di San Paolo, in Brasile.

## Risultati
|                                   | Divisione       |                           |                 |                   | Metodo                                      | Round           | Tempo           | Premio          |
| Card Principale                   | Card Principale | Card Principale           | Card Principale | Card Principale   | Card Principale                             | Card Principale | Card Principale | Card Principale |
| --------------------------------- | --------------- | ------------------------- | --------------- | ----------------- | ------------------------------------------- | --------------- | --------------- | --------------- |
|                                   | Pesi medi       | Derek Brunson             | batte           | Lyoto Machida     | KO (pugni)                                  | 1               | 2:30            | POTN            |
|                                   | Pesi welter     | Colby Covington           | batte           | Demian Maia       | Decisione unanime (29-27, 30-27, 30-26)     | 3               | 5:00            |                 |
|                                   | Pesi gallo      | Pedro Munhoz              | batte           | Rob Font          | Sottomissione (ghigliottina)                | 1               | 4:03            | POTN            |
|                                   | Pesi leggeri    | Francisco Trinaldo        | batte           | Jim Miller        | Decisione unanime (29-28, 29-28, 29-28)     | 3               | 5:00            |                 |
|                                   | Pesi medi       | Thiago de Lima Santos     | batte           | Jack Hermansson   | KO tecnico (pugni)                          | 1               | 4:59            |                 |
|                                   | Pesi gallo      | John Lineker              | batte           | Marlon Vera       | Decisione unanime (30-27, 29-28, 29-28)     | 3               | 5:00            |                 |
| Card Preliminare (Fox Sports 2)   |                 |                           |                 |                   |                                             |                 |                 |                 |
|                                   | Pesi welter     | Vicente Luque             | batte           | Niko Price        | Sottomissione (D'Arce choke)                | 2               | 4:08            |                 |
|                                   | Pesi medi       | Antônio Carlos Júnior     | batte           | Jack Marshman     | Sottomissione (rear-naked choke)            | 1               | 4:30            |                 |
|                                   | Pesi leggeri    | Jared Gordon              | batte           | Hacran Dias       | Decisione unanime (29-26, 29-27, 30-26)     | 3               | 5:00            |                 |
|                                   | Pesi welter     | Elizeu Zaleski dos Santos | batte           | Max Griffin       | Decisione unanime (29-28, 29-27, 29-28)     | 3               | 5:00            | FOTN            |
| Card Preliminare (UFC Fight Pass) |                 |                           |                 |                   |                                             |                 |                 |                 |
|                                   | Pesi mosca      | Deiveson Figueiredo       | batte           | Jarred Brooks     | Decisione non unanime (27-30, 29-28, 29-28) | 3               | 5:00            |                 |
|                                   | Pesi massimi    | Marcelo Golm              | batte           | Christian Colombo | Sottomissione (rear-naked choke)            | 1               | 2:08            |                 |

## Premi
I lottatori premiati ricevettero un bonus di 50.000 dollari.
Legenda:
- FOTN: Fight of the Night (vengono premiati entrambi gli atleti per il miglior incontro dell'evento)
- POTN: Performance of the Night (viene premiato il vincitore per la migliore performance dell'evento)